# Rabauke
Rabauke ist ein umgangssprachlicher Ausdruck für einen ungehobelten Menschen (vgl. Rüpel und Grobian), scherzhaft wird er insbesondere für ungezogene Kinder verwendet.
Das Wort geht über niederländisch rabauw „Schurke, Strolch“ auf altfranzösisch ribaut, „Lüstling, Hurenbock“ (vgl. französisch ribaud) zurück. In der deutschen Umgangssprache ist es seit etwa 1900 verbreitet.